# The Take Off
The Take Off – drugi studyjny album szwedzkiego zespołu Solid Base. Swoją światową premierę miał na przełomie lipca i sierpnia 1998 roku.

## Wydanie standardowe
1. Intro
2. Come'n Get Me
3. Sunny Holiday
4. Diamonds Are Forever
5. Trust
6. Katie
7. Please Tell Me
8. C'est La Vie
9. The Right Way
10. U Won't Forget Me
11. Mother Earth
12. Obladi Oblada
13. Ticket To Fly
14. Don't Give Up

## Wydanie japońskie
1. Intro
2. Come'n Get Me
3. Sunny Holiday
4. Diamonds Are Forever
5. Trust
6. Katie
7. Please Tell Me
8. C'est La Vie
9. The Right Way
10. U Won't Forget Me
11. Mother Earth
12. Obladi Oblada
13. Ticket To Fly
14. Don't Give Up
15. Come'n Get Me (Pinocchio Remix)
16. Come'n Get Me (Kosmic Remix)
17. You Never Know (Peo De Pit X-10-Ded-Mix)

## Top Charts
- Finlandia - najwyższa pozycja - 5 / 11 tygodni na liście
- Norwegia - najwyższa pozycja - 35 / 4 tygodni na liście